# Vincenzo Modica
Vincenzo Modica (Italia, 2 de marzo de 1971) es un atleta italiano, especializado en la prueba de maratón, en la que llegó a ser subcampeón mundial en 1999.

## Carrera deportiva
En el Mundial de Sevilla 1999 ganó la medalla de plata en la maratón, recorriendo los 42,195 km en un tiempo de 2:14:03 segundos, llegando a la meta tras el español Abel Antón y por delante del japonés Nobuyuki Sato.